# Danh sách phim live-action được làm lại từ phim hoạt hình của Disney
Danh sách phim live-action được làm lại (remake) từ những bộ phim hoạt hình của Disney bao gồm những bộ phim dựa trên cốt truyện cổ tích, thần tiên, nhưng không phải hoạt hình hóa.

## Đã phát hành

### Phim chiếu rạp
| Phim live-action                     | Phim hoạt hình gốc                   | Ngày ra mắt          | Đạo diễn         | Kịch bản                                                                                                | Sản xuất                                                      | Nguồn         |
| ------------------------------------ | ------------------------------------ | -------------------- | ---------------- | --- | ------------------------------------------------------------- | ------------- |
| Cậu bé rừng xanh của Rudyard Kipling | Cậu bé rừng xanh (1967)              | 25 tháng 12 năm 1994 | Stephen Sommers  | Stephen Sommers Ronald Yanover Mark Geldman                                                             | Edward S. Feldman Raju Patel                                  | [ 1 ] [ 2 ]   |
| Một trăm linh một chú chó đốm        | Một trăm linh một chú chó đốm (1961) | 27 tháng 11 năm 1996 | Stephen Herek    | John Hughes                                                                                             | John Hughes Ricardo Mestres                                   | [ 3 ] [ 4 ]   |
| Một trăm linh hai chú chó đốm        | Một trăm linh một chú chó đốm (1961) | 22 tháng 11 năm 2000 | Kevin Lima       | Kristen Buckley Brian Regan Bob Tzudiker Noni White                                                     | Edward S. Feldman                                             | [ 5 ] [ 6 ]   |
| Alice ở xứ sở thần tiền              | Alice ở xứ sở thần tiên (1951)       | 5 tháng 5 năm 2010   | Tim Burton       | Linda Woolverton                                                                                        | Richard D. Zanuck Joe Roth Suzanne Todd Jennifer Todd         |               |
| Tiên hắc ám                          | Người đẹp ngủ trong rừng (1959)      | 30 tháng 5 năm 2014  | Robert Stromberg | Linda Woolverton                                                                                        | Joe Roth                                                      | [ 7 ] [ 8 ]   |
| Lọ lem                               | Cô bé Lọ Lem (1950)                  | 13 tháng 3 năm 2015  | Kenneth Branagh  | Chris Weitz                                                                                             | Simon Kinberg Allison Shearmur David Barron                   | [ 9 ] [ 10 ]  |
| Cậu bé rừng xanh                     | Cậu bé rừng xanh (1967)              | 15 tháng 4 năm 2016  | Jon Favreau      | Justin Marks                                                                                            | Jon Favreau Brigham Taylor                                    | [ 11 ] [ 12 ] |
| Alice ở xứ sở trong gương            | Alice ở xứ sở thần tiên (1951)       | 27 tháng 5 năm 2016  | James Bobin      | Linda Woolverton                                                                                        | Joe Roth Suzanne Todd Jennifer Todd Tim Burton                | [ 13 ]        |
| Người đẹp và quái vật                | Người đẹp và quái vật (1991)         | 17 tháng 3 năm 2017  | Bill Condon      | Stephen Chbosky Evan Spiliotopoulos                                                                     | David Hoberman Todd Lieberman                                 | [ 14 ] [ 15 ] |
| Christopher Robin                    | Winnie the Pooh                      | 3 tháng 8 năm 2018   | Marc Forster     | - Kịch bản Alex Ross Perry Tom McCarthy Allison Schroeder - Cốt truyện Greg Brooker Mark Steven Johnson | Brigham Taylor Kristin Burr                                   | [ 16 ]        |
| Dumbo: Chú voi biết bay              | Dumbo (1941)                         | 29 tháng 3 năm 2019  | Tim Burton       | Ehren Kruger                                                                                            | Justin Springer Ehren Kruger Derek Frey Katterli Frauenfelder | [ 17 ]        |
| Aladdin                              | Aladdin và cây đèn thần (1992)       | 24 tháng 5 năm 2019  | Guy Ritchie      | John August Guy Ritchie                                                                                 | Dan Lin Jonathan Elrich                                       | [ 17 ]        |
| Vua sư tử                            | Vua sư tử (1994)                     | 19 tháng 7 năm 2019  | Jon Favreau      | Jeff Nathanson                                                                                          | Jon Favreau Karen Gilchrist Jeffrey Silver                    | [ 17 ] [ 18 ] |
| Tiên hắc ám 2                        | Người đẹp ngủ trong rừng (1959)      | 17 tháng 10 năm 2019 | Joachim Rønning  | Linda Woolverton Noah Harpster Micah Fitzerman-Blue                                                     | Joe Roth Angelina Jolie Duncan Henderson                      | [ 19 ]        |
| Cruella                              | Một trăm linh một chú chó đốm (1961) | 28 tháng 5 năm 2021  | Craig Gillespie  | - Kịch bản Dana Fox Tony McNamara - Cốt truyện Aline Brosh McKenna Kelly Marcel Steve Zissis            | Andrew Gunn Marc Platt Kristin Burr                           | [ 19 ]        |

### Phim Disney+
| Phim live-action             | Phim hoạt hình gốc                  | Ngày ra mắt          | Đạo diễn        | Kịch bản                                               | Sản xuất                                             | Nguồn                |
| ---------------------------- | ----------------------------------- | -------------------- | --------------- | ------------------------------------------------------ | ---------------------------------------------------- | -------------------- |
| Tiểu thư và chàng lang thang | Tiểu thư và chàng lang thang (1955) | 12 tháng 11 năm 2019 | Charlie Bean    | Andrew Bujalski Kari Granlund                          | Brigham Taylor                                       | [ 20 ]               |
| Hoa Mộc Lan                  | Hoa Mộc Lan (1998)                  | 25 tháng 3 năm 2020  | Niki Caro       | Lauren Hynek Elizabeth Martin Rick Jaffa Amanda Silver | Chris Bender Tendo Nagenda Jason T. Reed Jake Weiner | [ 21 ] [ 22 ] [ 23 ] |
| Pinocchio                    | Pinocchio (1940)                    | 8 tháng 9 năm 2022   | Robert Zemeckis |                                                        |                                                      |                      |

## Sắp phát hành

### Phim chiếu rạp
| Phim live-action                            | Phim hoạt hình gốc                    | Ngày ra mắt | Đạo diễn      | Kịch bản                                | Sản xuất                                               | Nguồn         |
| ------------------------------------------- | ------------------------------------- | ----------- | ------------- | --------------------------------------- | ------------------------------------------------------ | ------------- |
| Nàng tiên cá                                | Nàng tiên cá (1989)                   | TBA         | Rob Marshall  | Jane Goldman David Magee                | Rob Marshall John DeLuca Lin-Manuel Miranda Marc Platt | [ 24 ] [ 25 ] |
| Hậu truyện của Cậu bé rừng xanh chưa có tên | Cậu bé rừng xanh (1967)               | TBA         | Jon Favreau   | Justin Marks                            | Jon Favreau Brigham Taylor                             | [ 26 ]        |
| Phần tiếp theo của Vua sư tử chưa có tên    | Vua sư tử (1994)                      | TBA         | Barry Jenkins | Jeff Nathanson                          | Adele Romanski Mark Ceryak                             |               |
| Bạch Tuyết và bảy chú lùn                   | Nàng Bạch Tuyết và bảy chú lùn (1937) | TBA         | Marc Webb     | Erin Cressida Wilson                    | Marc Platt                                             | [ 27 ]        |
| Hậu truyện của Aladdin chưa có tên          | Aladdin và cây đèn thần (1992)        | TBA         | TBA           | John Gatins Andrea Berloff              | Dan Lin Jonathan Eirich                                |               |
| Thằng gù ở nhà thờ Đức Bà                   | Thằng gù ở nhà thờ Đức Bà (1996)      | TBA         | TBA           | David Henry Hwang                       | David Hoberman Todd Lieberman Josh Gad Don Hahn        |               |
| Rose Red                                    | Nàng Bạch Tuyết và bảy chú lùn (1937) | TBA         | TBA           | Justin Merz Evan Daugherty Kristin Gore | Tripp Vinson                                           | [ 28 ]        |
| Bambi                                       | Bambi (1942)                          | TBA         | TBA           | Geneva Robertson-Dworet Lindsey Beer    | Chris Weitz Paul Weitz Andrew Miano                    |               |
| Hercules                                    | Hercules (1997)                       | TBA         | TBA           | David Callaham                          | Anthony và Joe Russo Jeffery Silver Karen Gilchrist    |               |

### Phim Disney+
| Phim live-action       | Phim hoạt hình gốc         | Ngày ra mắt | Đạo diễn                | Kịch bản                    | Sản xuất                  | Nguồn                |
| ---------------------- | -------------------------- | ----------- | ----------------------- | --------------------------- | ------------------------- | -------------------- |
| Peter Pan & Windy      | Peter Pan (1953)           | 2022        | David Lowery            | David Lowery Toby Halbrooks | Joe Roth James Whitaker   | [ 29 ]               |
| Pinocchio              | Pinocchio (1940)           | TBA         | Robert Zemeckis         | Chris Weitz Peter Hedges    | Chris Weitz Andrew Milano | [ 30 ] [ 31 ] [ 32 ] |
| The Sword in the Stone | Thanh gươm trong đá (1963) | TBA         | Juan Carlos Fresnadillo | Bryan Cogman                | Brigham Taylor            | [ 33 ]               |
| Robin Hood             | Robin Hood (1973)          | TBA         | Carlos López Estrada    | Kari Granlund               | Justin Springer           |                      |
| Lilo & Stitch          | Lilo & Stitch (2002)       | TBA         | TBA                     | Mike Van Waes               |                           |                      |